# 白眶斑翅鹛
白眶斑翅鹛（学名：Actinodura ramsayi），是画眉科斑翅鹛属的一种，分布于缅甸、泰国、老挝、中国大陆和越南。该物种的保护状况被评为无危。
白眶斑翅鹛的平均体重约为38.4克。栖息地包括亚热带或热带的高海拔草原、亚热带或热带的高海拔疏灌丛和亚热带或热带的湿润山地林。该物种的模式产地在缅甸KarenniState。

## 亚种
- 白眶斑翅鹛西南亚种（学名：Actinodura ramsayi yunnanensis）。分布于越南以及中国大陆的广西、云南等地。该物种的模式产地在缅甸KarenniState。[3]